# Zacharias Topelius den ældre
Zacharias Topelius den ældre (født 13. november 1781, død 23. december 1831) var en finsk folkemindesamler, far til Zacharias Topelius den yngre.
Under sin lange virksomhed som læge kom Topelius i intim berøring med den finske landbefolkning, og det var hans interesse at samle på gamle finske oldkvad. Resultatet af hans indsamling nedlagde han i værket: Suomen kansan vanhoja runoja ynnä myös nykyisempiä laulujo (Det finske folks gamle oldsange og nye sange, I—V 1822—31). Dette indeholder forskellige episke sange og trylledigte, dog tillige enkelte digte af moderne forfattere; men der gives fyldig besked om, hvorfra digtene stammer eller er optegnede. Topelius er den første, som har udgivet finske samlinger; hans arbejde blev eksempel for Elias Lönnrot, som havde det held efter Topelius død at finde det væsentligste materiale til Kalevala i den egn, Topelius havde udpeget som den interessanteste.